# فراموش کردن سارا مارشال
فراموش کردن سارا مارشال (به انگلیسی: Forgetting Sarah Marshall) فیلم کمدی-عاشقانه آمریکایی محصول سال ۲۰۰۸ با بازی جیسون سیگل، کریستن بل، میلا کونیس، بیل هادر و راسل برند می‌باشد. این فیلم توسط جیسون سیگل نوشته شده و جود اپاتاو تهیه‌کننده آن بوده‌است که توسط یونیورسال استودیوز عرضه شد.

## چکیده داستان فیلم
آهنگ‌ساز «پیتر برتر» (جیسون سیگل) در یک رابطه عاشقانه ۵ ساله با ستاره برنامه‌های تلویزیونی «سارا مارشال» (کریستن بل) که در سری فیلم‌های سی‌اس‌آی نقش آفرینی می‌کند و خودش آهنگ‌های آن فیلم را می‌سازد می‌باشد. بعد از مدت زیاد دوستی بین این دو، روزی سارا وارد خانه پیتر می‌شود و به او اعلام می‌کند که به خاطر فرد دیگری برای همیشه او را ترک خواهد کرد و پیتر را در پریشانی خاطر رها می‌کند. بعد از آن پیتر همراه با افراد زیادی ملاقات می‌کند اما نمی‌تواند که از این غم بزرگ خود را نجات دهد. او تصمیم به سفری به هاوایی می‌گیرد و به سوی هتلی که قبلاً با سارا در مورد آن حرف زده بودند رهسپار می‌شود. بعد از رفتن به آنجا متوجه سارا و دوست پسر جدیدش «آلدوس اسنو» (راسل برند) که خواننده موسیقی راک است می‌شود و سارا از دیدن او متعجب شده و از او دلیل آمدنش را بازجو می‌شود. در همین حال پذیرگیر دلسوز هتل «ریچل» (میلا کونیس) در حین دیدن او در این مخمصه و حقیقتی که پیتر پول کافی برای اجاره کردن اتاق در آنجا با خود نداشت، یک اتاق بسیار گرانقیمت هتل را به صورت مجانی با این شرط که خود پیتر باید اتاقش را نظافت کند، می‌دهد…

## بازیگران
- جیسون سیگل در نقش "پیتر برتر": آهنگ‌ساز احساساتی که برای مجموعه سی‌اس‌آی آهنگ می‌نویسد. او همچنین برای اپرای موسیقی با نام دراکولا کار می‌کند. او در این حین شیفته "سارا مارشال" شده و برای مدت ۵ سال با او دوستی برقرار می‌کند تا روزی که سارا قلب او را می‌شکند و رهسپار هاوایی می‌شود.
- کریستن بل در نقش "سارا مارشال": بازیگر معروف تلویزیون در مجموعه سی‌اس‌آی (در فیلم). او بعد از ۵ سال با پیتر خداحافظی کرده و با ستاره راک آلدوس بعد از پیتر دوست می‌شود. بعداً او متوجه می‌شود که اشتباه کرده بوده و واقعاً پیتر را دوست داشته.
- میلا کونیس در نقش "ریچل جانسون": کارمند هتل در میز پذیرش در هاوایی که عاشق پیتر می‌شود. او در اول فیلم با او همدردی می‌کند و بعد از آن شروع به ملاقات می‌کنند. داستانی که او از خودش به پیتر می‌گوید آمدن به هاوایی به همراه دوست پسر قدیمی‌اش و تمام نکردن مدرسه است.
- راسل برند در نقش "آلدوس اسنو": ستاره موسیقی راک بریتانیا و خواننده اصلی گروه "Infant Sorrow". او در هاوایی در حال ترک الکل و دخانیات می‌باشد.
- پاول راد در نقش چاک/ کونو: استاد موج‌سواری در هاوایی که همیشه نام خودش را فراموش می‌کند و به گفته خودش فکر می‌کند که ۴۴ سال عمر دارد. او به پیتر نامی هاوایی و آموزش موج‌سواری می‌دهد.

## فیلمبرداری
تمام فیلمبرداری‌ها در هاوایی و لس آنجلس انجام شده‌است. در طول فیلم‌بردای جیسون سیگل به نیویورک تایمز گفت که صحنه‌های برهنه او در فیلم مطابق به تجربه‌های شخصی خود او بوده‌است.

## نسخه دوم فیلم
فیلمی دوم براساس همین فیلم در ۴ ژوئن ۲۰۱۰ توسط همان تیم قبلی با بازی راسل برند و جونا هیل با نام او را به گریک بیار به بازار عرضه شد. همچنین کریستن بل نیز بازی خودش را در نقش سارا مارشال در این فیلم دوباره تازه کرد.
داستان فیلم در مورد یک فارغ‌التحصیل ایده آلیست کالج، آرون گرین (جونا هیل)، که برای یک مؤسسه راک استار در لوس آنجلس کار می‌کند می‌باشد. او مأموریت پیدا می‌کند تا یک ستاره پاپ انگلیسی، آلدوس اسنو (راسل برند)، را برای اجرای برنامه در تئاتر «گریک» لوس آنجلس متقاعد کرده و با خود به آمریکا بیاورد. در این راه با مشکلات زیادی مواجه می‌شود که سعی می‌کند همه آن‌ها را حل کند که در هر کدام از این مشکلات صحنه‌های خنده‌داری پیش می‌آید. در این بین در طی آشنایی آرون و اسنو، زندگی و طرز فکر اسنو تغییر می‌کند. زندگی آرون نیز از حالت ایده‌آلیست مفرط خارج می‌شود و رنگ واقعی‌تری به خود می‌گیرد.